# Pod znakiem Krzyża
Pod znakiem Krzyża (ang. The Sign of the Cross) – amerykański przygodowy dramat historyczny z 1932 w reżyserii Cecila B. DeMille’a. Został zrealizowany na podstawie sztuki Znak krzyża Wilsona Barretta z 1895. W rolach głównych wystąpili Fredric March, Elissa Landi, Claudette Colbert i Charles Laughton.
Film dzieje się za panowania cesarza Nerona, opowiadając o losach Marka Superbusa, rzymskiego patrycjusza żyjącego, który zakochując się w młodej chrześcijance Mercji nawraca się dla niej na chrześcijaństwo. Jednak cesarzowa Poppea żywi nieodwzajemnioną żądzę do Marka.
Jest to trzeci film z tzw. trylogii biblijnej DeMille’a, na którą składają się Dziesięcioro przykazań (1923) oraz Król królów (1927).

## Obsada
- Fredric March – prefekt Marek Superbus
- Elissa Landi – Mercja
- Claudette Colbert – cesarzowa Poppea
- Charles Laughton – cesarz Neron
- Harry Beresford – Fabiusz Fontellus
- Ian Keith – Tygellinus
- Arthur Hohl – Tytus
- Tommy Conlon – Szczepan
- Ferdinand Gottschalk – Glabrio
- Vivian Tobin – Dacja
- William V. Mong – Licyniusz
- Joyzelle Joyner – Ankaria
- Richard Alexander – Wituriusz
- Nat Pendleton – Strabon
- Clarence Burton – Serwiliusz
- Harold Healy – Tybul
- Robert Manning – Filodemos
- Charles Middleton – Tyros
- John Carradine –
  - chrześcijański męczennik,
  - lider gladiatorów,
  - jeden z tłumu w Koloseum (głos)

Źródło:

## Nagrody i nominacje
| Nagroda                   | Kategoria                        | Nominowani                          | Wynik     | Źródło      |
| ------------------------- | -------------------------------- | ----------------------------------- | --------- | ----------- |
| Nagroda Akademii Filmowej | Najlepsze zdjęcia                | Karl Struss                         | Nominacja | [ 4 ] [ 5 ] |
| Photoplay Awards          | Najlepszy film miesiąca (luty)   | Najlepszy film miesiąca (luty)      | Wygrana   | [ 6 ]       |
| Photoplay Awards          | Najlepszy występ miesiąca (luty) | Claudette Colbert, Charles Laughton | Wygrana   | [ 6 ]       |